# رشيد علامة
رشيد علامة, (1931-2002) ممثل ومخرج ومدبلج لبناني. بدأ حياته الفنية في بداية الخمسينيات، وانضم معه مجموعة من الشباب وأطلق عليها «شباب الساحل». اشتهر  بتقمص الشخصيات العربية والإسلامية، وأتقن اللغة العربية الفصحى، وكان يؤدي أدوار القضاة في القرون الماضية إبّان الخلافة الأموية والعباسية، وأدى شخصية الخليفة عمر بن عبد العزيز.

## بعض أعماله
- 1962: شارع الضباب
- 1965: الصبا والجمال
- 1965: ليالي الشرق
- سر الغريب
- مقامات بديع الزمان الهمذاني
- اليد الجريحة 1968
- كان ياماكان
- العقد الفريد
- عمر بن عبد العزيز - 1979
- الثواب
- مسلسل رجال القضاء
- مسلسل «مع الصابرين»

## تكريمه
- 2002: كرم في بيروت بعد وفاته.[4]

## وصلة خارجية
رشيد علامة على قاعدة بيانات الأفلام العربية.